# 藍喉原雞

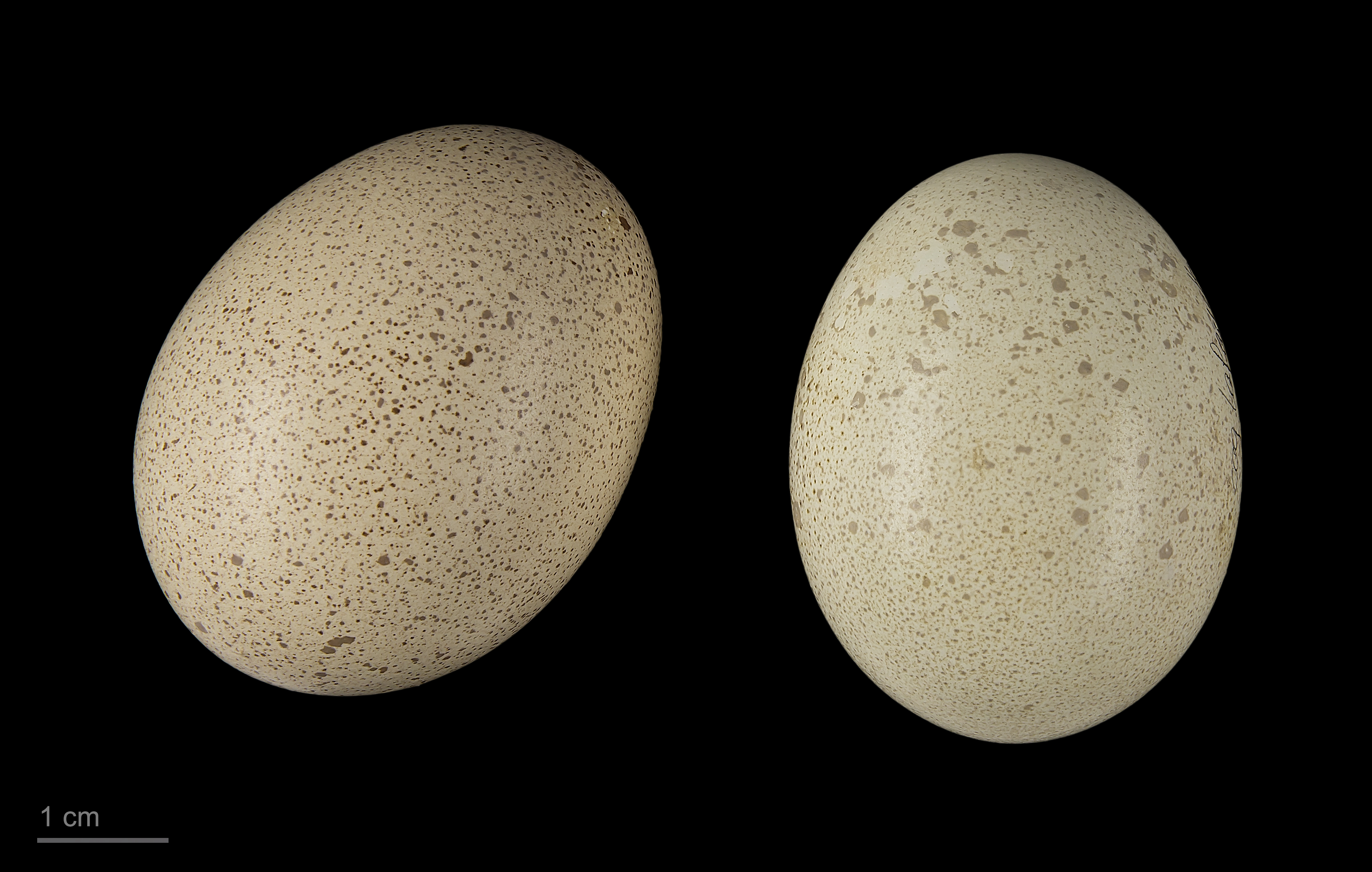
Gallus lafayettii

藍喉原雞（學名：Gallus lafayettii），又名黑尾原雞、斯里蘭卡原雞、錫蘭原雞或錫蘭野雞，是斯里蘭卡特有的一種雞，也是當地的國鳥。它們是原雞的近親。其學名是為紀念法國的拉法葉侯爵。

## 特徵
藍喉原雞表現出強烈的兩性異形：雄雞比雌雞大很多，羽毛更為鮮艷，而且具有誇張的垂肉及雞冠。雄雞長66-73厘米，羽毛呈橙紅色，雙翼及尾巴呈深紫至黑色。由頭部至脊椎底的羽毛呈金色，紅色面部沒有羽毛但有垂肉。雞冠是紅色的，中央黃色。它們像綠原雞般沒有冬羽。
雌雞較為細小，只長35厘米。羽毛呈深褐色，下頸部及胸部有一些白斑。

## 分類
藍喉原雞是原雞屬下的一個物種。屬內它們最為接近綠原雞，但外觀卻最似灰原雞及原雞。藍喉原雞像綠原雞般是島嶼物種，與島內的掠食者及競爭者一同演化。它們具有一種複雜的對抗掠食者行為策略。

## 行為
藍喉原雞是地盤性的。它們大部份時間都在覓食，主要吃多種種子、掉下來的果實及昆蟲。
藍喉原雞是地棲的鳥類，每次會生2-4顆蛋。雄雞並不會幫忙孵化及哺育幼雞，只靠雌雞來負責。雄雞是會負責保護鳥巢的。

## 繁殖

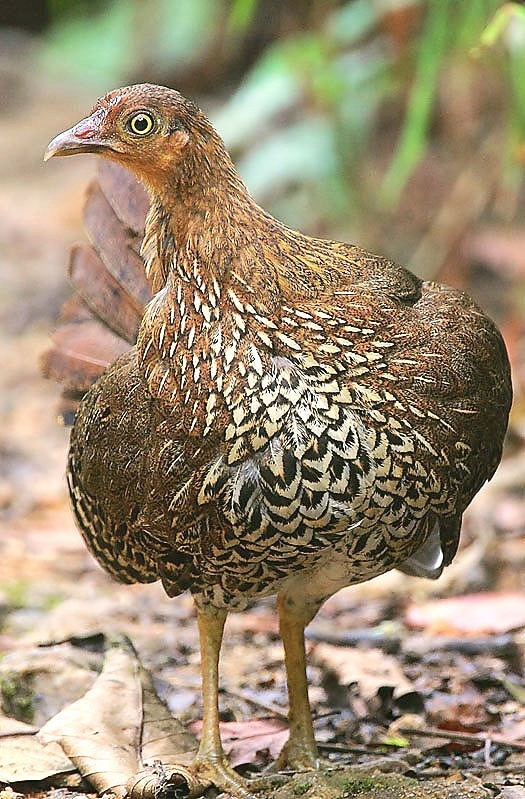
雌雞

藍喉原雞是兼性一妻多夫制，即雌雞會與2-3隻雄雞有關聯。這些雄雞往往是親屬。雌雞會與領袖雄雞交配，並在高處築巢。藍喉原雞的蛋顏色多變，一般呈奶白色有黃色或粉紅色色彩，有時一些會呈紅色，也有紫色或褐色斑點的。
雌雞會負責孵蛋，領袖雄雞會保護鳥巢。其他雄雞會留在附近防範入侵者或掠食者，如其他雄雞、蛇及獴。孵化期可以短至20天。
雛雞主要吃活的食物，如昆蟲及等足目。地蟹科對它們的生長及存活率起了重要的作用。飼養的藍喉原雞特別容易受細菌性疾病感染。
雛雞未能處理植物性的蛋白質及脂肪。由於沒有適合的商用飼料，故很少會飼養它們。

## 棲息地
藍喉原雞棲息在森林及叢林。它們在基圖爾格勒（Kitulgala）、雅拉國家公園（Yala National Park）及辛哈拉加熱帶雨林（Sinharaja Forest Reserve）最為普遍。

## 外部連結
- ARKive